# Будкевич, Владимир Владимирович
Владимир Владимирович Будкевич (бел. Уладзімір Будкевіч; род. 13 марта 1947, Могилёв) — фаготист, профессор Белорусской академии музыки, заслуженный артист Белорусской ССР (1980).

## Биография
Окончил Могилёвское музыкальное училище им. Н. А. Римского-Корсакова. С 1965 г. — первый фаготист оркестра оперной студии Белорусской консерватории. С 1967 года — артист симфонического оркестра Большого театра оперы и балета Белорусской ССР; был секретарём комитета комсомола театра.
В 1970 г. окончил Белорусскую консерваторию. В 1971—1991 гг. — солист оркестра и концертмейстер группы фагота Большого театра оперы и балета Белорусской ССР. Одновременно с 1972 г. преподавал в Белорусской консерватории, профессор кафедры деревянных духовых инструментов, декан оркестрового факультета Белорусской государственной академии музыки (по 2011 г.).
С 1987 г. преподаёт класс фагота также в гимназии-колледже искусств им. И. О. Ахремчика.
Основатель современной белорусской школы игры на фаготе, одной из лучших в странах СНГ. Его выпускники работают во многих творческих коллективах страны, а также в России, Германии и Бразилии. Среди его учеников — лауреаты международных и всесоюзных конкурсов О. Данник, А. Фролов, А. Батальонок, А. Мурзич, С. Фоминов, А. Домбровский, А. Холомкин.

## Награды и признание
- вторая премия Республиканского конкурса (Минск, 1965)
- заслуженный артист Белорусской ССР (1980)
- первая премия Международного конкурса камерных ансамблей (Ровно, 1997)
- Медаль Франциска Скорины (28 декабря 2007 года).